# Israëlische grenspolitie

Embleem

Vlag

De Israëlische grenspolitie (Hebreeuws: משמר הגבול, Engels: Border Police) is een organisatie die onder gedeeld bestuur van het Israëlische defensieleger en de Israëlische politie staat. De mankracht bestaat uit dienstplichtige militairen, beroepspersoneel, en vrijwilligers.

## Taken
- Algemene politietaken in rurale gebieden (platteland) binnen Israël, alsmede in risicogebieden, zoals bepaalde Arabische wijken in Oost-Jeruzalem.
- Assisteren van de reguliere politie bij demonstraties, rellen, en terreuraanslagen.
- Bewaken van de grenzen met Jordanië en Egypte (waarmee vredesverdragen zijn gesloten). De grenzen met Syrië en Libanon, waar Israël mee in staat van oorlog is, worden door het leger bewaakt.

De grenspolitie functioneert niet als interne militaire politie - hiervoor bestaat een aparte militaire politie, onderdeel van het leger.

## Eenheden
Bekende eenheden van de grenspolitie zijn onder anderen de YAMAM en YASAM, speciale antiterreureenheden.